# SHI 인터내셔널
SHI 인터내셔널(SHI International Corp)은 미국 뉴저지주에 위치한 IT 인프라, 최종 사용자 컴퓨팅, 사이버 보안, IT 최적화 제품 및 서비스를 제공하는 개인 소유 기업이다. 미국, 캐나다, 프랑스, 홍콩, 싱가포르 및 영국의 35개 이상의 사무실에 6,000명의 직원을 보유하고 있다.